# Cezura
Cezura (latinski: caesura: rez, usjek) je metrički pojam za prekid u stihu, osobito dužem, unutar stope na granici dviju riječi. Stalan položaj i broj cezura određen je vrstom stiha. Katkada se svi prekidi (metrički i izvedbeno-retorički, dijereze i dr.) smatraju cezurom. Znak | ili | |.